# QVGA

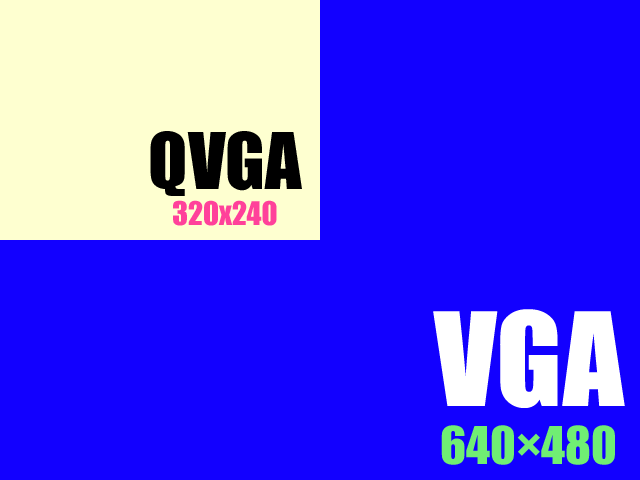

QVGA of Quarter-VGA is een standaard voor weergavemodus die gebruikt wordt om een beeldgrootte van 320×240 pixels aan te duiden.
Displays met een QVGA-resolutie werden in de jaren 2005-2006 vaak gebruikt voor mobiele telefoons met hoge resolutie en pda's.
QVGA heeft een hogere resolutie dan QCIF, maar een lagere dan VGA. Het aantal pixels van QVGA is een vierde van dat van VGA (640×480 pixels). Dit verklaart de benaming Quarter-VGA.
CGA ·
EGA ·
XGA ·
Hercules ·
MDA ·
MCGA ·
QVGA ·
SVGA ·
SXGA ·
UXGA ·
VGA ·
WXGA